# Canthon lecontei
Canthon lecontei är en skalbaggsart som beskrevs av Edgar von Harold 1868. Canthon lecontei ingår i släktet Canthon och familjen bladhorningar. Inga underarter finns listade.